# Süderlügum
Süderlügum (dänisch: Sønder Løgum, nordfriesisch: Läigem, südjütländisch: Lym) ist eine Gemeinde im Kreis Nordfriesland in Schleswig-Holstein.

## Geographie

### Geographische Lage
Das Gemeindegebiet von Süderlügum erstreckt sich im nordwestlichen Bereich der naturräumlichen Haupteinheit Lecker Geest. Nach Norden und Westen hin besteht der Landschaftsübergang in den angrenzenden Naturraum Nordfriesische Marsch entlang dem südlichen Ufer des Flusslaufs Süderau (dänisch: Sønderå).

### Gemeindegliederung
Die Volkszählung 1987 wurde anhand des folgenden Wohnplatzverzeichnisses erfasst. Es wurden folgende Ortsteile registriert:
- Horsberg (dän. Horsbjerg)[5]
- Süderlügum (Sønder Løgum)
- Süderlügum-Feld
- Süderlügum-Forst
- Wimmersbüll (Vimmersbøl)[6]

### Nachbargemeinden
Mit der Kommune Tønder teilt sich Süderlügum auf einem kurzen Abschnitt im Nordwesten des Gemeindegebiets eine gemeinsame Grenze an der Süderau. Die übrigen direkt angrenzenden Nachbargemeinden sind (im Uhrzeigersinn im Norden beginnend): Ellhöft, Westre, Lexgaard, Braderup, Humptrup und Aventoft (alle Kreis Nordfriesland).

## Geschichte
Der Ort, der am Ochsenweg liegt, wurde 1177 erstmals erwähnt. Der Name Lügum bedeutet „an den Gewässern“ und weist auf den Hafen hin, den der Ort im Mittelalter besaß. (vgl. altdän. løgh≈Waschwasser in der Bedeutung See, Wasseransammlung). In der südjütländischen Mundart wurde der Ortsname durch die Verengung von /ø/ zu /y/ vor /g/ und durch Ausfall des zwischenvokalischen gh zu Lym. Der Zusatz „Süder“ diente der Unterscheidung der ebenfalls im Herzogtum Schleswig und heute nördlich der Grenze liegenden Orte Norderlügum und Osterlügum. Der Flurname Horsberg (abgeleitet von altnordisch hross bzw. hors für Pferd) verweist wahrscheinlich auf frühere Weideflächen für Pferde, der Ausdruck wurde im südlichen Jütland auch für unbedeutende Erhöhungen der Landschaft verwendet.
Süderlügum bildete das Zentrum des gleichnamigen Kirchspiels innerhalb der Karrharde. Nach dem Deutsch-Dänischen Krieg 1864 kam der Ort zu Preußen. Von 1889 bis 2007 war Süderlügum Verwaltungssitz des gleichnamigen Amtsbezirks bzw. Amtes. Seit dem 1. Januar 2008 gehört es mit der Stadt Niebüll, der Gemeinde Leck und den Gemeinden der Ämter Bökingharde, Karrharde und Wiedingharde zum Amt Südtondern.
Am 28. Februar 1970 wurde Wimmersbüll eingemeindet.

## Politik

### Gemeindevertretung
Die im Zuge der Kommunalwahlen in Schleswig-Holstein 2023 am 14. Mai durchgeführten Gemeindewahl erbrachte folgende Stimmenverteilung:
- SSW 31,3 Prozent (+4,0)
- CDU 28,1 Prozent (+2,3)
- WGS 22,4 Prozent (+0,7)
- SPD 18,1 Prozent (−7,1)

Gemäß dieser Stimmverteilung erhalten (von den 13 Sitzen insgesamt) in der Wahlperiode 2023–2028 der SSW und die CDU jeweils vier Sitze im Gemeinderat, die WGS drei Sitze und die SPD zwei. Die Wahlbeteiligung betrug bei dieser Wahl 49,0 Prozent.

### Bürgermeister
Im Juni 2023 wurde Stefan Sendler (CDU) zum Bürgermeister der Gemeinde Süderlügum gewählt. Er ist damit der Nachfolger von Rainer Eggers (CDU).

### Wappen
Blasonierung: „Über blau-silbernen Wellen in Grün unter einem erhöhten, schrägen silbernen Balken acht goldene, die Form eines Achtberges bildende, vorn flach ansteigende und hinten steil abfallende Dünen.“
Bis 2007 führte die Gemeinde kein Wappen. Mit Auflösung des Amtes Süderlügum beschloss die Gemeinde, dessen Wappen mit nur geringen Veränderungen weiter zu führen.

## Wirtschaft und Infrastruktur

### Unternehmen
Die Wirtschaftsstruktur Süderlügums ist seit jeher landwirtschaftlich geprägt. Im Ort sind heute viele Einzelhandelsbetriebe angesiedelt, die vom Grenzhandel mit Dänemark profitieren.
Einer der Ursprünge der heutige VR Bank Nord wurzelt im Agrarhandel des Ortes. Bis ins 21. Jahrhundert hinein bildete dieser einen ergänzenden Kernbereich des Vorgängerinstituts, zuletzt der VR-Bank Niebüll. Eine vergleichbare Verbindung war von anderen Genossenschaftsbanken schon weit früher an die Hauptgenossenschaft Nord übergeben worden.

### Verkehr

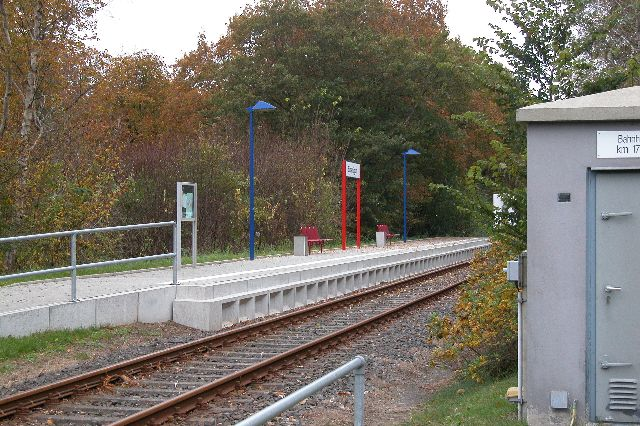
Haltepunkt Süderlügum an der Marschbahn

Süderlügum lässt sich im motorisierten Individualverkehr über die Bundesstraße 5 in Nähe der deutsch-dänischen Grenze erreichen. Die durch den Ort führende Verbindung aus Richtung Husum und Niebüll nach Tønder ist Teil der ehemaligen Grünen Küstenstraße und durchzieht den Ortskern der Gemeinde in nordsüdlicher Richtung. In Süderlügum zweigt die Landesstraße L 1 nach Wallsbüll von der Bundesstraße 5 ab.
Im SPNV wird Süderlügum über den gleichnamigen Haltepunkt erreicht. Dieser befindet sich im Ortsteil Wimmersbüll. Als ehemaliger Teil der Marschbahn zwischen Tønder und Niebüll wurde diese Verbindung nach 20 Jahren Stillstand im Jahre 2001 reaktiviert. Der Bahnhaltepunkt ist der nördlichste seiner Art auf dem deutschen Festland.

## Sehenswürdigkeiten
In der Liste der Kulturdenkmale in Süderlügum stehen die in der Denkmalliste des Landes Schleswig-Holstein eingetragenen Kulturdenkmale.
Die Marien-Kirche wurde um 1200 auf einem eiszeitlichen Sandhügel als Filialkirche von Humptrup erbaut. Zuerst war sie eine bloße Friedhofskapelle in romanischem Stil, noch ohne Verlängerungen nach Osten und Westen. Um 1500 wurde die Marienkirche auf ihre jetzige Länge erweitert und die romanische Balkendecke durch gotische Gewölbe ersetzt. In dieser Zeit entstanden auch die ersten Ausmalungen der Gewölbe. In den Jahren 1929/1930 wurde die Kirche grundlegend restauriert. Dabei wurden auch die beschriebenen Deckengemälde wieder freigelegt, die bis dahin übertüncht waren. An die Gründerzeit der Marienkirche erinnert noch der Taufstein, der aus zwei Granitblöcken gehauen ist. In der Kirche hängen sieben Porträts aus der Pastoren-Familie Claudius, deren berühmtester Sohn der Dichter Matthias Claudius war. Seit 2015 hat die Kirche eine neue Marcussen-Orgel.

## Naturschutzgebiete
- Süderberge
- Süderlügumer Binnendünen
- Schwansmoor und Kranichmoor